# Récord de The Undertaker en WrestleMania

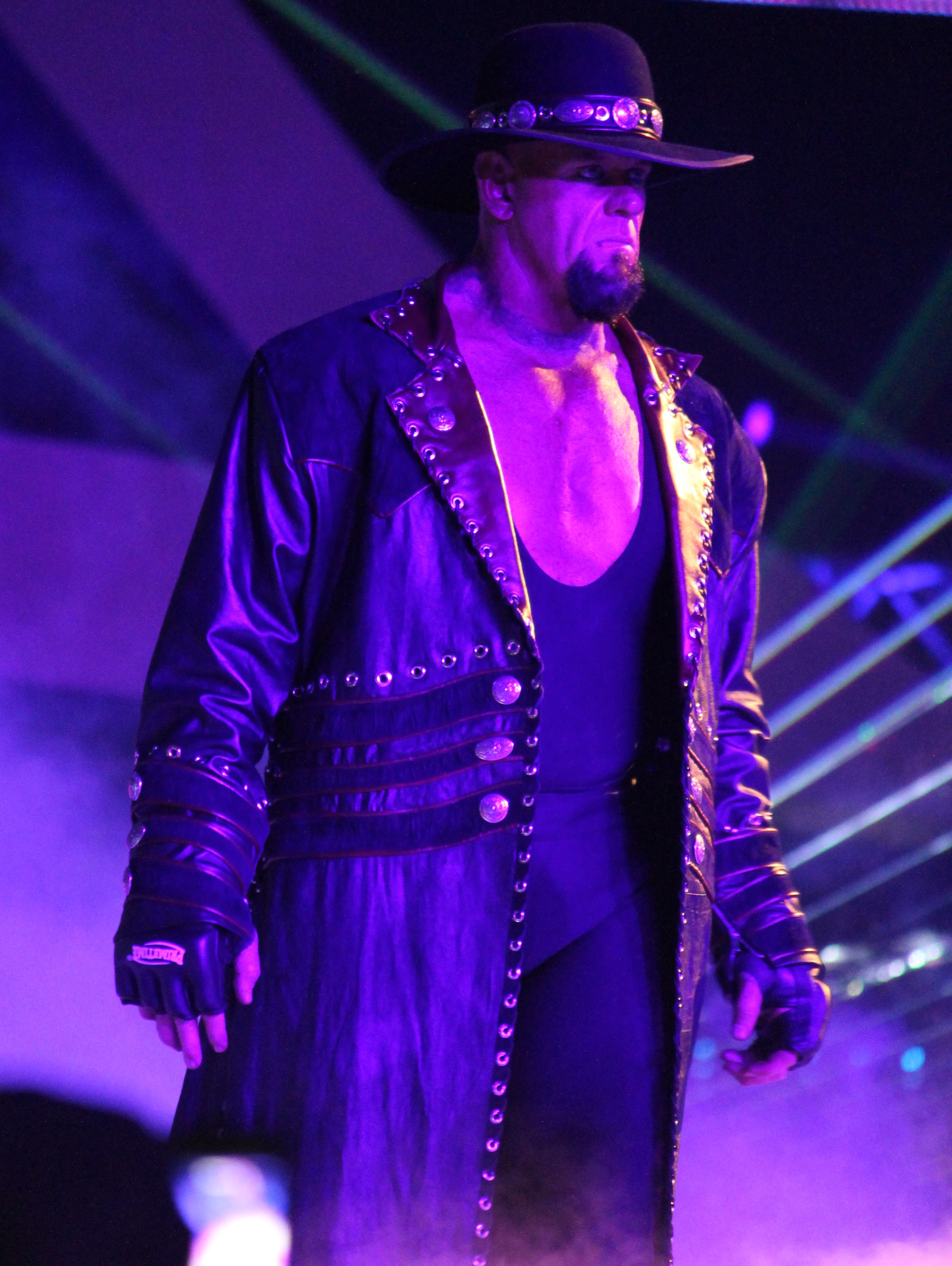
The Undertaker haciendo su entrada.

El récord de The Undertaker en WrestleMania, también conocido como The Streak en los Estados Unidos, fue una serie de 21  victorias conseguidas por el luchador profesional The Undertaker en WrestleMania, el principal evento anual de la World Wrestling Entertainment (WWE). El noticiero irlandés The 42 le definió como la «mayor racha de victorias en el deporte», Sky Sports la comparó con la del boxeador Floyd Mayweather Jr y el tabloide británico Daily Mirror la destacó «como la séptima más importante de la historia de la WWE». Asimismo, el periódico The Daily Telegraph afirmó que «es una hazaña que nunca será igualada».
La racha comenzó en WrestleMania cuando venció a Jimmy Snuka en 1991, y su última victoria antes de perder la racha fue contra CM Punk en WrestleMania 29 en 2013; The Undertaker estuvo ausente en WrestleMania X, WrestleMania 2000 y WrestleMania 35. En general, The Undertaker derrotó a 18 oponentes, entre ellos tres combates con Triple H y dos frente a su medio hermano (kayfabe) Kane y Shawn Michaels, a quien incluso logró retirar cuando parecía que su invicto estaba en riesgo de romperse. Por su parte, A-Train y The Big Show intentaron vencerlo al mismo en un 2 on 1 Handicap match en WrestleMania XIX.
La racha invicta se convirtió en la piedra angular de WrestleMania, con una posible victoria sobre The Undertaker en el evento que se describe como un mayor logro incluso que ganar el Campeonato de WWE. Durante años, el debate había girado en torno a quién (o si se debería) romper la racha.
En WrestleMania XXX en 2014, The Undertaker perdió ante Brock Lesnar, poniendo así fin al récord de victorias. La derrota fue reconocida por diversos medios como «uno de los momentos más impactantes en la historia de la lucha libre profesional».

## Trasfondo

### WrestleMania
WrestleMania es el principal evento anual de la compañía de lucha libre profesional, WWE. Formado como contrapartida del exitoso evento Starrcade de Jim Crockett Promotions, WrestleMania I se transmitió a un millón de personas en todo Estados Unidos a través de un circuito cerrado de televisión y pago por visión. El éxito generalizado de WrestleMania ayudó a transformar el deporte de la lucha libre profesional y convirtió a la WWE en la promoción de lucha libre más exitosa del mundo.

### The Undertaker
Nacido como Mark William Calaway el 24 de marzo de 1965, The Undertaker es un exluchador profesional que estuvo involucrado en el negocio por tres décadas. Actualmente está retirado de la WWE, donde había trabajado desde 1990, lo que lo convierte en la superestrella con más antigüedad en la compañía. Con la racha de más victorias en WrestleMania, Calaway comenzó su carrera en la lucha libre con World Class Championship Wrestling (WCCW) en 1987. Después de luchar para la World Championship Wrestling como "Mean" Mark Callous de 1989 a 1990, firmó con la entonces World Wrestling Federation (WWF) en el mismo año de su salida de la WCW. En la WWE, The Undertaker es siete veces campeón mundial, habiendo ganado el Campeonato de WWE cuatro veces y el Campeonato Mundial Peso Pesado tres veces, así como ser el ganador del Royal Rumble 2007.

## Listado de combates
| Racha y combates en WrestleMania | Racha y combates en WrestleMania | Racha y combates en WrestleMania | Racha y combates en WrestleMania | Racha y combates en WrestleMania |
| Año                              | WrestleMania                     | Oponente                         | Récord                           | Notas |
| -------------------------------- | -------------------------------- | -------------------------------- | -------------------------------- | --- |
| 1991                             | VII                              | Jimmy Snuka (4:20)               | 1-0                              | [ 10 ] |
| 1992                             | VIII                             | Jake "The Snake" Roberts (6:36)  | 2-0                              | [ 11 ] |
| 1993                             | IX                               | Giant Gonzales (7:33)            | 3-0                              | Ganó por descalificación. |
| 1994                             | X                                |                                  |                                  | Fue la primera vez que The Undertaker no participó en WrestleMania. |
| 1995                             | XI                               | King Kong Bundy (6:36)           | 4-0                              | [ 13 ] |
| 1996                             | XII                              | Diesel (16:46)                   | 5-0                              | [ 14 ] |
| 1997                             | 13                               | Sycho Sid (21:19)                | 6-0                              | Fue en un No Disqualification Match por el Campeonato de la WWF. |
| 1998                             | XIV                              | Kane (16:58)                     | 7-0                              | [ 16 ] |
| 1999                             | XV                               | The Big Bossman (9:48)           | 8-0                              | Fue en un Hell in a Cell Match |
| 2000                             | 2000                             |                                  |                                  | Fue la segunda vez que The Undertaker no participó en WrestleMania, debido a una lesión en el bíceps. |
| 2001                             | X-Seven                          | Triple H (19:06)                 | 9-0                              | [ 18 ] |
| 2002                             | X8                               | Ric Flair (18:47)                | 10-0                             | Fue en un No Disqualification Match. |
| 2003                             | XIX                              | Big Show & A-Train (9:45)        | 11-0                             | Fue en un Handicap Match Originalmente era un Tag Team Match junto a Nathan Jones, pero este fue atacado previo a la lucha (kayfabe).                                                                            |
| 2004                             | XX                               | Kane (7:45)                      | 12-0                             | [ 16 ] |
| 2005                             | 21                               | Randy Orton (14:14)              | 13-0                             | [ 21 ] |
| 2006                             | 22                               | Mark Henry (9:26)                | 14-0                             | Fue en un Casket Match. |
| 2007                             | 23                               | Batista (15:47)                  | 15-0                             | Fue por el Campeonato Mundial Peso Pesado. |
| 2008                             | XXIV                             | Edge (24:03)                     | 16-0                             | Fue por el Campeonato Mundial Peso Pesado. |
| 2009                             | 25                               | Shawn Michaels (30:44)           | 17-0                             | [ 25 ] |
| 2010                             | XXVI                             | Shawn Michaels (23:59)           | 18-0                             | Fue en un Streak vs. Career No Disqualification Match. |
| 2011                             | XXVII                            | Triple H (29:24)                 | 19-0                             | Fue en un No Holds Barred Match. |
| 2012                             | XXVIII                           | Triple H (30:50)                 | 20-0                             | Fue en un Hell in a Cell Match. Shawn Michaels participó como árbitro especial. |
| 2013                             | 29                               | CM Punk (22:07)                  | 21-0                             | [ 26 ] |
| 2014                             | XXX                              | Brock Lesnar (25:12)             | 21-1                             | Significó el fin de la racha siendo la primera derrota de The Undertaker en un combate en WrestleMania. |
| 2015                             | 31                               | Bray Wyatt (15:12)               | 22-1                             | [ 28 ] |
| 2016                             | 32                               | Shane McMahon (30:05)            | 23-1                             | Fue en un Hell in a Cell Match. |
| 2017                             | 33                               | Roman Reigns (22:58)             | 23-2                             | Fue la segunda derrota de The Undertaker en el evento de WrestleMania, fue en un No Holds Barred Match. . |
| 2018                             | 34                               | John Cena (2:48)                 | 24-2                             | Fue la primera lucha de The Undertaker que fue pactada durante el evento. Fue la lucha más corta que tuvo en WrestleMania.                                                                                       |
| 2019                             | 35                               |                                  |                                  | Fue la tercera ocasión que The Undertaker no estuvo en WrestleMania desde WrestleMania 2000 |
| 2020                             | 36                               | AJ Styles (18:17)                | 25-2                             | Fue en un Boneyard Match. Fue la primera lucha pregrabada de The Undertaker en WrestleMania y su último combate de lucha libre profesional hasta anunciar su retiro definitivo en Survivor Series del mismo año. |

## La Racha

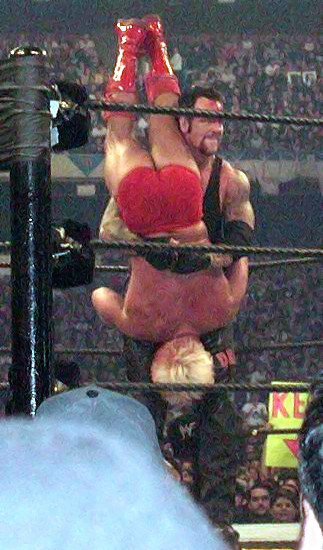
The Undertaker aplicando un Tombstone Piledriver a Ric Flair, 2002.

### El comienzo de la racha (4-0)
A mediados de 1991, The Undertaker se alió con Jake "The Snake" Roberts en su enemistad con The Ultimate Warrior. Sin embargo, durante un episodio de WWE Saturday Night's Main Event en febrero de 1992, The Undertaker volvió y defendió a la gerente y esposa de Randy Savage, Miss Elizabeth, del ataque de Roberts. Dos semanas después, durante un segmento de "Funeral Parlor", cuando Roberts lo reprendió sobre de qué lado estaba, The Undertaker respondió: "No del tuyo". La disputa culminó en un combate en WrestleMania VIII, donde, después de dar su movimiento final, el DDT, por segunda vez, Roberts salió al exterior para atacar al mánager de The Undertaker, Paul Bearer. The Undertaker luego lanzó un Tombstone Piledriver a Roberts en el piso, antes de hacerlo rodar dentro del ring y sujetarlo. El luchador Bret Hart criticó el final, en particular el papel de Roberts, y lo describió como "disimulado" por recibir el movimiento final de The Undertaker fuera del ring, lo que impidió una victoria limpia para el luchador más joven. Calaway le da crédito a Roberts por brindarle consejos y conocimientos al principio de su carrera, mientras que Roberts dijo que sabía desde el principio que Calaway se convertiría en una superestrella como The Undertaker.

## Secuelas

### WrestleMania XXX (21–1)

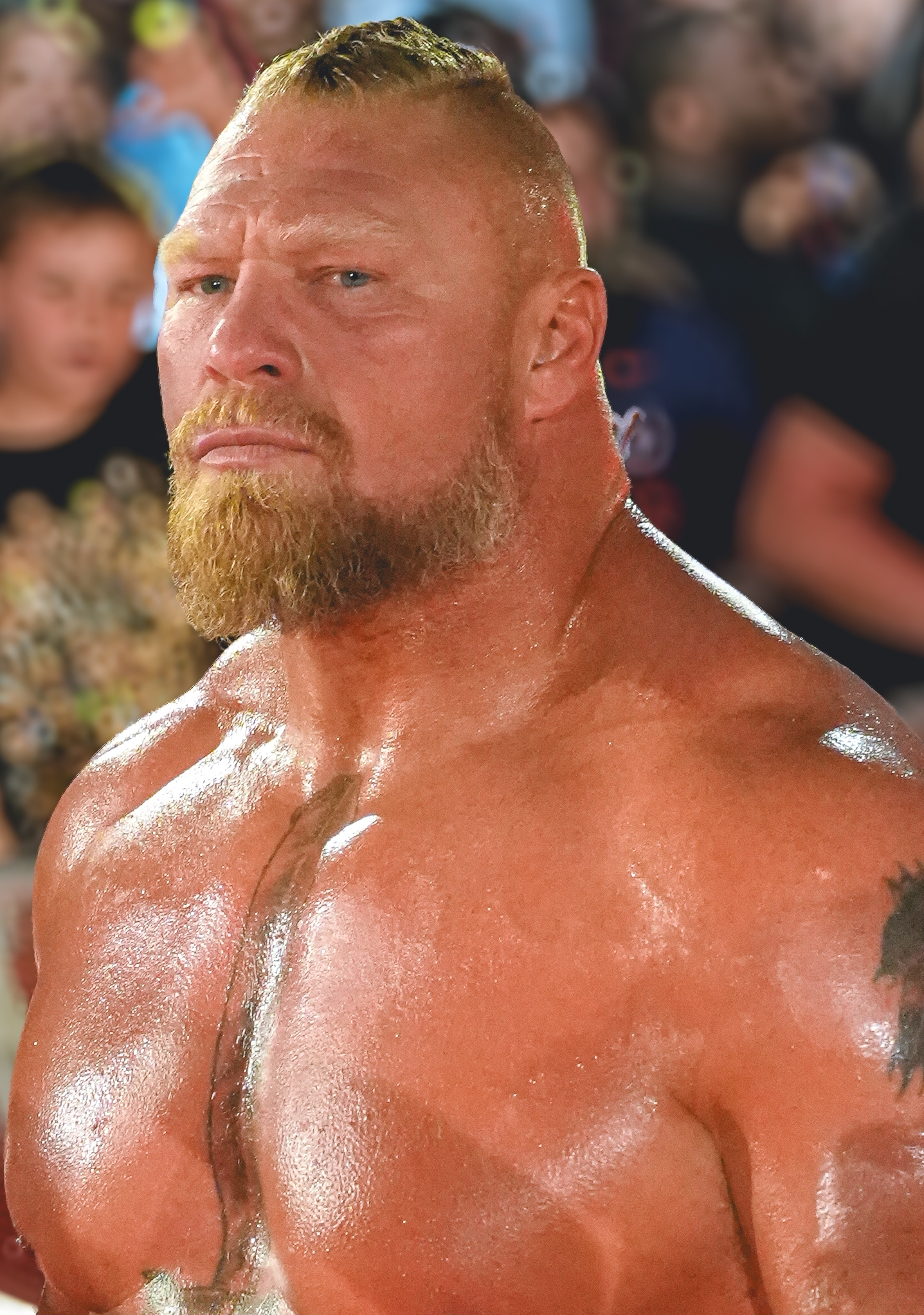
Brock Lesnar

El 23 de octubre de 2010, después de perder el campeonato de peso pesado de UFC ante Cain Velásquez en UFC 121, Brock Lesnar fue confrontado por The Undertaker, quien le preguntó: "¿Quieres hacerlo?" El incidente dio lugar a especulaciones sobre un combate de WrestleMania entre los dos, fue descrito por Fox Sports lo describió como la "génesis" de su enemistad. En una entrevista de 2020 con Stone Cold Steve Austin meses después de su retiro, Calaway dijo que la interacción con Lesnar en UFC 121 fue "iniciar un zumbido". En ese momento, aclaró que no sabía si Lesnar iba a regresar a la WWE, pero que quería posicionarse para un combate con él por si acaso y eso llegó más tarde de lo esperado.
En el episodio del 24 de febrero de 2014 de Raw, The Undertaker apareció por primera vez desde el ataque que sufrió a manos de The Shield en abril del año anterior, para responder al desafío de Lesnar para un combate en WrestleMania XXX, programado para el 6 de abril en el Mercedes-Benz Superdome en Nueva Orleans. Como era tradicional, The Undertaker era el favorito pero en el evento ocurrió lo inesperado: después de tres F-5, Lesnar cubrió a The Undertaker para poner fin a la racha invicta de este, silenciando y sorprendiendo a toda la multitud. Calaway fue hospitalizado legítimamente después con una conmoción cerebral severa sufrida en el combate. La música de Lesnar no se reprodujo durante unos minutos mientras los camarógrafos seguían destacando la reacción de una multitud atónita, y su mánager Paul Heyman compararía la reacción de la multitud cuando Ivan Koloff derrotó a Bruno Sammartino por el Campeonato de WWWF en el Madison Square Garden en 1971. A partir de entonces, Heyman comenzó a usar la victoria para agigantar más la figura de Lesnar, refiriéndose así mismo como "The One behind the One in 21-1" (El que está detrás del hombre del 21-1 en español).
Por el contexto, el resultado de la lucha ha sido el de mayor impacto desde la Traición de Montreal de 1997. Esto dividiría entre quienes decían que el darle el triunfo a Lesnar era "lo mejor para los negocios", consagrándose como una leyenda del deporte, pero así también existen quienes decían que The Undertaker debió retirarse como profesional manteniendo la racha intacta. Justin Henry de WrestleCrap hizo una defensa apasionada de la decisión, argumentando que provocó una respuesta emocional que lo redujo a él y a otros espectadores "a la mayor parte de nuestra base de fanáticos". Cuestionado por Steve Austin sobre su decisión de poner fin a The Streak, Vince McMahon dijo que se hizo para darle mucha importancia a Lesnar y que no había otros candidatos viables para romper la racha. Agregó que Calaway estaba conmocionado por la decisión, pero participó de buena gana ya que quería darle un triunfo importante a Lesnar tras la dolorosa derrota ante Triple H en WrestleMania 29. De acuerdo con el periodista Dave Meltzer, McMahon tomó la decisión de poner fin a la racha horas antes de iniciarse el evento, creyendo que era dudoso que The Undertaker tuviera más combates a causa de su edad. Por otra parte, Jim Ross también es de los que defienden la idea de que la racha no debía romperse nunca, viéndolo como lo más atractivo que ofrecía WrestleMania aun por encima de un combate por el Campeonato de WWE.

### Años posteriores (2015-2020)
Haciendo una excepción a la jactancia de Lesnar sobre ser el hombre que acabó con la racha invicta, The Undertaker le costó una victoria ante Seth Rollins por el Campeonato Mundial Peso Pesado de WWE en Battleground en julio de 2015, instigando una revancha entre los dos en SummerSlam. El 23 de agosto en el evento, The Undertaker obtuvo su primera victoria individual televisada sobre Lesnar cuando le propinó un golpe bajo para así someterlo en el Hell's Gate. Sin embargo en Hell in a Cell, Lesnar derrotó a The Undertaker en un combate Hell in a Cell, anunciado como su combate final, después de un F-5.
Después de esa derrota en WrestleMania XXX ante Lesnar, tuvo cinco combates más en el evento anual: Bray Wyatt en WrestleMania 31, Shane McMahon en WrestleMania 32 en un combate Hell in a Cell, Roman Reigns en WrestleMania 33 en un No Holds Barred, John Cena en WrestleMania 34 y por último AJ Styles en WrestleMania 36 en un Boneyard match. The Undertaker pudo ganar todos esos combates, menos el de Reigns, por lo que su récord general de WrestleMania fue de 25-2. 
En una entrevista de 2020, año de su retiro, Calaway dijo que perder la racha ante Reigns habría tenido "mucho más sentido" por el impacto en sus respectivas carreras.